# Palatinat rhénan
Pour les articles homonymes, voir Palatinat.
Ne doit pas être confondu avec Palatinat du Rhin ou Kurpfalz (région).
Le Palatinat rhénan (en allemand : Pfalz ou Rheinpfalz) est une région de l'ouest de l'Allemagne, occupant plus d'un quart du Land de Rhénanie-Palatinat. Il compte environ 1,4 million d'habitants pour 5 451,13 km2.

## Géographie
L'ouest et le nord du Palatinat rhénan sont recouverts de forêts et de montagnes, son point culminant étant le mont Tonnerre (Donnersberg) (687 m) près de Kirchheimbolanden. La forêt palatine (Pfälzerwald) couvre plus d'un tiers de la région et constitue le plus grand massif forestier d'Allemagne, fréquenté par les amateurs de tourisme pédestre. À l'est se trouvent les régions vinicoles (Vins du Palatinat rhénan). Remarquable réserve zoologique et botanique, le massif du Palatinat bénéficie d'un microclimat d'une douceur étonnante qui autorise la culture de fruits exotiques dans sa partie est. Prolongeant les Vosges du Nord, le massif montagneux du Palatinat rhénan présente des paysages forestiers, interrompus d'escarpements ou de rochers de grès rouge.
La plupart des villes (Ludwigshafen, Spire, Landau in der Pfalz, Frankenthal, Neustadt an der Weinstraße) se situent dans la plaine rhénane.

## Les vins du Palatinat rhénan
Les vendanges tardives permettent d'obtenir des vins fruités assez alcooliques et souples, les plus appréciés étant les blancs. Les crus les plus célèbres sont produits à Bad Dürkheim, Wachenheim, Forst et Deidesheim.

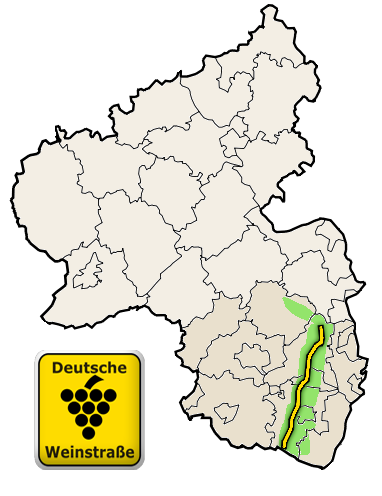
La route du vin allemande en jaune.

 La route du vin allemande (Deutsche Weinstraße) présente la vignoble de Palatinat, longue d'environ 85 kilomètres, commence à Schweigen près de la frontière alsacienne à Wissembourg et se termine à Bockenheim an der Weinstraße.
La Weinschorle est un mélange de vin et d'eau minérale gazeuse naturelle, populaire dans le Palatinat.

## Plats
Le plat le plus connu du Palatinat est le Pfälzer Saumagen, pour la préparation duquel même les bouchers et les cuisiniers participent à des concours. Dans un estomac de porc - vide et nettoyé - est cuit un mélange de viande de porc maigre, de chair à saucisse, de pommes de terre et d'oignons, assaisonné par exemple de marjolaine, de muscade et de poivre. Il existe de nombreuses variantes avec d'autres ingrédients et épices. Le Saumagen proprement dit n'est utilisé que comme récipient de cuisson. La masse solide après la cuisson est servie directement en tranches ou plus tard, on la fait revenir en tranches.
Les grosses saucisses à griller, la saucisse de foie du Palatinat et le boudin noir appelé "Grieweworscht" (saucisse de cretons), le "Läwwerknepp" ou "Läwwerknedel" (quenelles de foie) et le "Flääschknepp" (boulettes de viande cuites, généralement servies avec une sauce au raifort) sont également des éléments importants de la cuisine du Palatinat.
Comme en Alsace voisine (France), la choucroute était et reste l'accompagnement typique - en toute saison, mais surtout en hiver. Les plats sont souvent accompagnés de purée de pommes de terre et de sauce brune. Dans les restaurants d'excursion, la purée de pommes de terre est souvent remplacée par des tranches de pain ou des Weinknorzen, une sorte de petit pain de seigle rustique.
Il existe également des combinaisons de ces plats, par exemple le "Schiefen Sack", composé d'une saucisse à rôtir et d'une quenelle de foie, ou la trinité du Palatinat (quenelle de foie, saucisse à rôtir, Saumagen).

## Collectivité territoriale

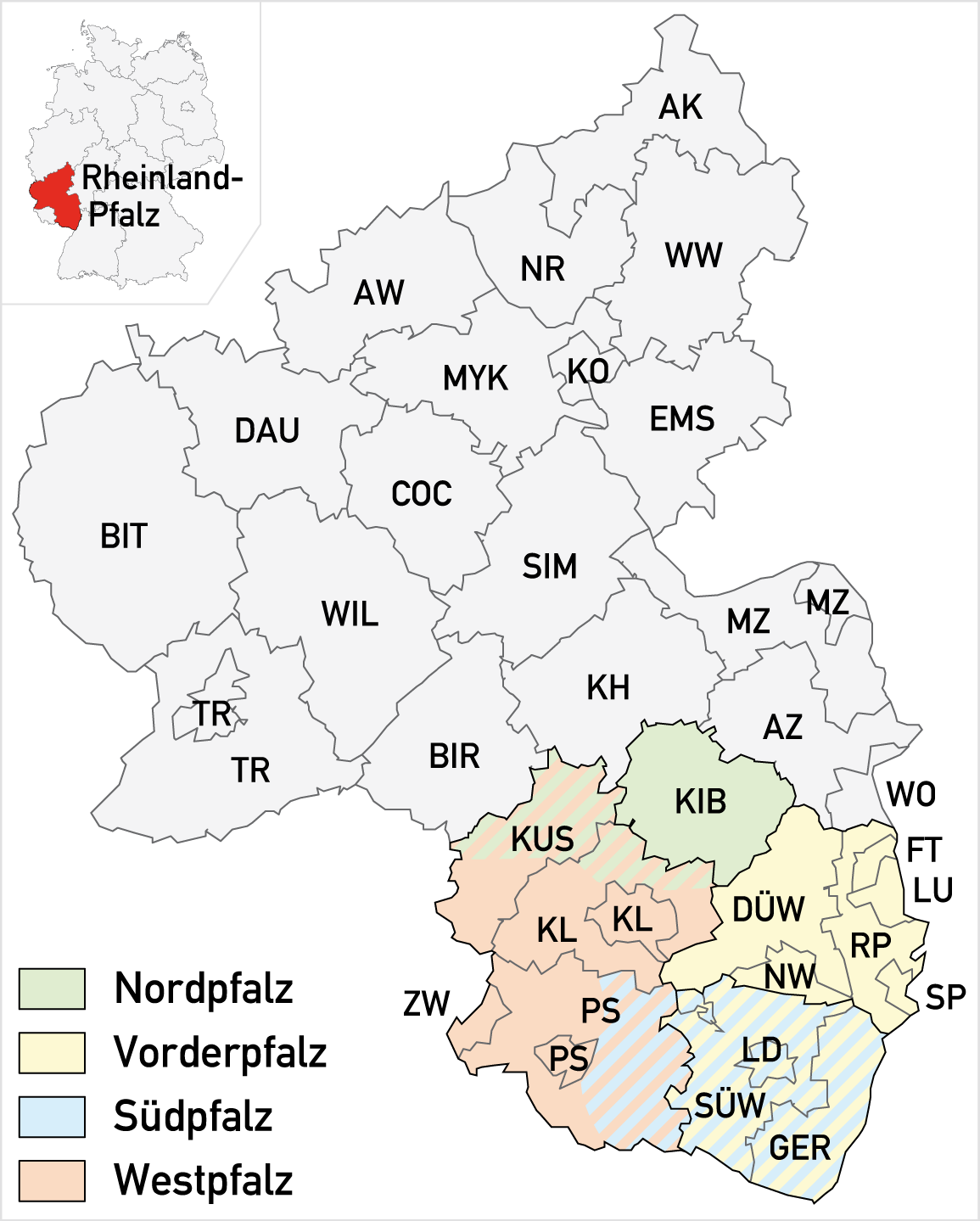
Carte du Land de Rhénanie-Palatinat. Les parties colorées sont la région du Palatinat.

Les arrondissements et les villes-arrondissements, dénommés ci-dessus, sont associés comme le district du Palatinat, une collectivité territoriale fondée en 1852. Son chef-lieu est Kaiserslautern.

## Divisions administratives

### Arrondissements
- Bad Dürkheim.
- Germersheim.
- Kaiserslautern.
- Kusel.
- Mont-Tonnerre.
- Palatinat-Sud-Ouest.
- Rhin-Palatinat.
- Route-du-Vin-du-Sud.

### Villes-arrondissements
- Deux-Ponts.
- Frankenthal.
- Kaiserslautern.
- Landau in der Pfalz.
- Ludwigshafen.
- Neustadt an der Weinstraße.
- Pirmasens.
- Spire.

## Histoire
Remarque importante : Il ne faut pas confondre l'État historique du palatinat du Rhin ou l'électorat palatin, qui a son centre sur la rive droite du Rhin et a pour villes principales Heidelberg et Mannheim, avec l'entité administrative du Palatinat rhénan, créée en 1816, tout entière située sur la rive gauche, et incluant des territoires n'ayant jamais fait partie du Palatinat historique, tels que la principauté épiscopale de Spire ou Kirchheimbolanden, qui appartient aux Nassau-Weilbourg. Pour ne pas confondre le « nouveau » Palatinat de l'ancien, ainsi que du Haut-Palatinat, le nom de « Palatinat rhénan » est utilisé non-officiellement. On trouve également quelquefois sur les anciennes cartes la mention de « Bavière rhénane » (Rheinbayern).
Jusqu'à la fin du XVIIIe siècle, le palatinat est divisé en plusieurs États de tailles diverses, dont les plus importants sont l'électorat palatin ou palatinat du Rhin (Kurpfalz, dont le souverain est également électeur de Bavière depuis 1777), le Palatinat-Deux-Ponts (dont le souverain est l'héritier de l'électeur de Palatinat et de Bavière), le comté de Hanau-Lichtenberg et la principauté épiscopale de Spire.
Après l'occupation française pendant les guerres de la Révolution françaises, toute la partie du palatinat du Rhin situé sur la rive gauche du Rhin (la plus grande partie du palatinat) est annexée par le royaume de Bavière en 1816, comme un des districts bavarois, bien que séparé géographiquement du reste de la Bavière.
À partir de 1808, les régions administratives de la Bavière prennent le nom des rivières qui y coulent : cette région est alors nommée « district palatinat du Rhin » (Rheinkreis). En 1835, le roi Louis Ier de Bavière, inspiré par les idées romantiques de l'époque, ordonne le retour aux désignations historiques, et la région est renommée « Palatinat » (Pfalz).

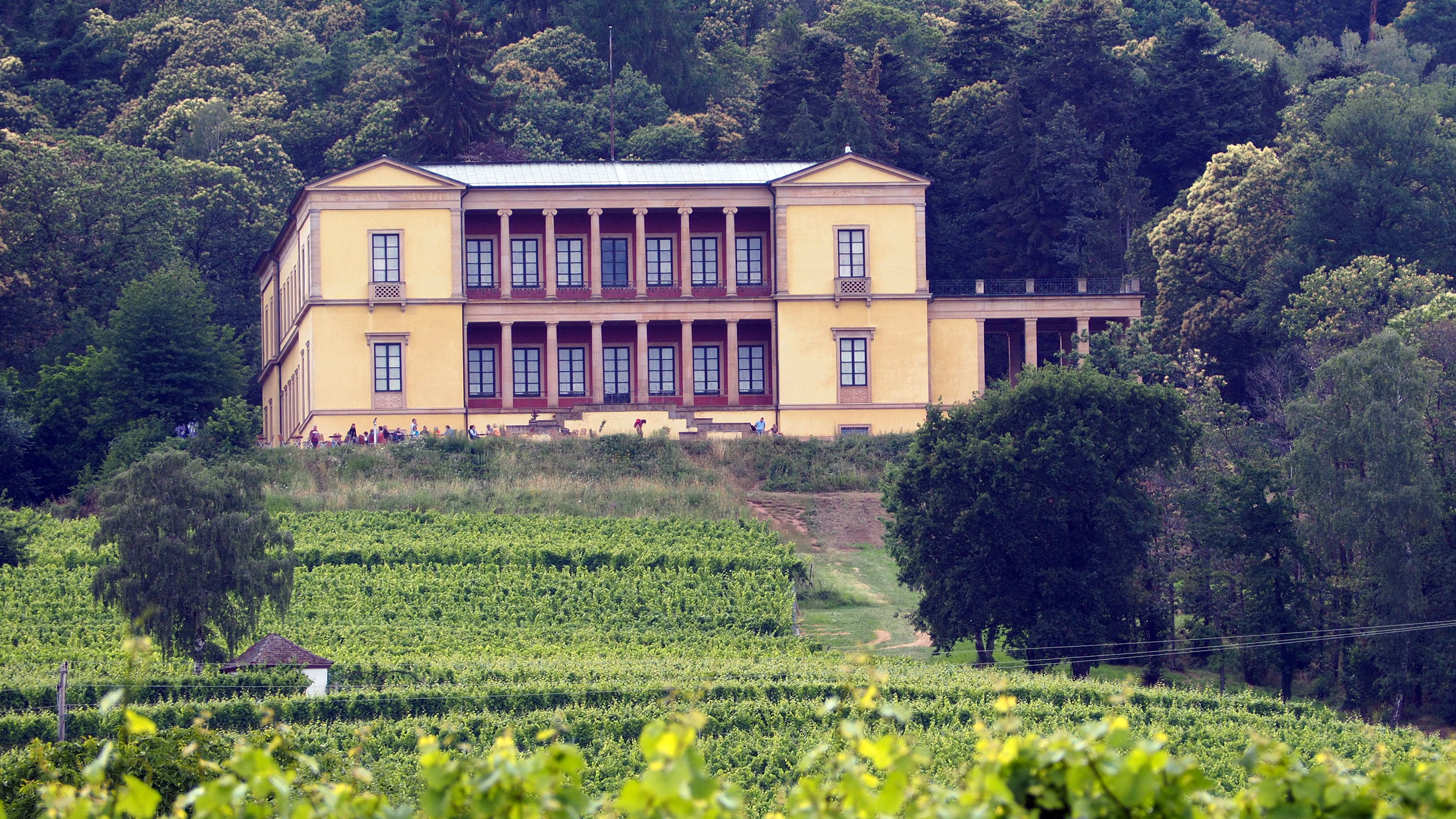
Edenkoben, château Villa Ludwigshöhe

Les Bavarois ayant conservé le Code Napoléon, introduit par les Français dans le Palatinat, cette région se distingue alors par son statut particulier au sein du royaume de Bavière. Les Wittelsbach tentent d'affirmer l'unité de la Bavière en construisant un château royal à Edenkoben et en restaurant la cathédrale de Spire sous la supervision directe de Louis Ier. C'est ainsi que Ludwigshafen (fondé en 1843) prend le nom de ce roi. De l'autre côté, les représentants du Palatinat sont toujours fiers d'être issus d'un pays plus progressiste, et tentent d'étendre au reste du royaume le libéralisme que les Français ont introduit dans le Palatinat (Fête de Hambach).
Pendant la révolution de Mars 1848, un mouvement séparatiste tente d'établir une « République palatine », tentative anéantie par une violente intervention prussienne et autrichienne.
L'union perdure après que la Bavière intègre l'Empire allemand en 1871, et même après la destitution des Wittelsbach et la proclamation de l'État libre de Bavière en 1918.
Après la fin de la Première Guerre mondiale, et conformément aux termes du traité de Versailles, les troupes françaises occupent le Palatinat rhénan. Les arrondissements de Hombourg et de Saint-Ingbert sont séparés du Palatinat pour être rattachés au territoire du bassin de la Sarre nouvellement créé, gouverné par la Société des Nations. Ces deux arrondissements sont fusionnés en 1974 pour former l'arrondissement de Sarre-Palatinat.
En 1923, des troubles séparatistes, dont il est généralement admis qu'ils sont soutenus par la France, éclatent dans le reste du Palatinat rhénan et dans la province de Rhénanie dans le but de créer une République palatine (de même qu'une République rhénane est proclamée à Aix-la-Chapelle), entraînant une violente réaction bavaroise : le chef de la sécession Franz Josef Heinz est assassiné à Spire en janvier 1924, tandis que le reste des opposants sont tués à Pirmasens en février 1924 : un traité entre la Bavière et la commission interalliée de la Rhénanie (le conseil suprême des forces d'occupation alliées) confirme l'appartenance du Palatinat à la Bavière en février 1924.
Cette union est finalement dissoute lors de la réorganisation du territoire allemand après la fin de la Seconde Guerre mondiale. Alors que la Bavière proprement dite fait partie de la zone d'occupation américaine, le Palatinat rhénan est occupé par les forces françaises en Allemagne. Celles-ci réorganisent leur zone d'occupation en créant de nouveaux Länder. Ainsi par l'ordonnance no 57 en date du 30 août 1946 du général Koenig, le Palatinat est réuni à la Hesse rhénane et à la province de Rhénanie pour former le Land de Rhénanie-Palatinat.
En 1956, un plébiscite sur le retour du district du Palatinat à la Bavière échoue. De nos jours, la Fondation Bavière-Palatinat (Bayern-Pfalz-Stiftung) préserve la mémoire de cette histoire commune.